# ماركو كاستيلو
ماركو كاستيلو هو عازف جاز برازيلي، ولد في 19 سبتمبر 1963 في ريو دي جانيرو في البرازيل.

## وصلات خارجية
- الموقع الرسمي
- ماركو كاستيلو على موقع ميوزك برينز (الإنجليزية)